# Chelidonichthys ischyrus
Chelidonichthys ischyrus är en fiskart som beskrevs av Jordan och Thompson, 1914. Chelidonichthys ischyrus ingår i släktet Chelidonichthys och familjen knotfiskar. Inga underarter finns listade i Catalogue of Life.